# Callicarpa anisophylla
Callicarpa anisophylla là một loài thực vật có hoa trong họ Hoa môi. Loài này được C.Y.Wu ex W.Z.Fang mô tả khoa học đầu tiên năm 1982.